# Cymodoce aculeata
Cymodoce aculeata là một loài chân đều trong họ Sphaeromatidae. Loài này được Haswell miêu tả khoa học năm 1881.